# Rincón Ruana
Rincón Ruana (51°54′S 59°28′O / -51.900, -59.467) es una península bañada por las aguas del Estrecho de San Carlos que se encuentra en la costa suroeste de la isla Soledad del archipiélago de las Malvinas, que según la Organización de las Naciones Unidas (ONU), está en litigio de soberanía entre el Reino Unido, quien lo administra como parte del territorio británico de ultramar de las Malvinas, y la Argentina, quien reclama su devolución, y la integra en el departamento Islas del Atlántico Sur de la provincia de Tierra del Fuego, Antártida e Islas del Atlántico Sur.  
Se ubica al norte del puerto Rey, y al este de los islotes Tyssen. Como la mayoría de los topónimos malvinenses, su nombre es de origen español, anterior a la ocupación británica de las Malvinas, y podría referir a un caballo de que tiene pelos blancos en el cuerpo distribuidos de forma uniforme entre pelos pardos o negros. 